# Zbornik zakona i naredaba NDH
Zbornik zakona i naredaba NDH je bio zbornik NDH.
Zakonskom odredbom od 27. travnja 1941. godine određeno je da ga izdaje zakonodavno povjereništvo pri Poglavniku, čija je obveza bila sprovođenje ove odredbe. Određeno je da se u nj uvrštavaju svi zakoni i naredbe, koji su proglašeni u Narodnim novinama, da ga besplatno dobivaju svi državni i samoupravni uredi i ti su primjerci bili oprošteni od svake poštanske pristojbe.
Za tiskanje Zbornika bila je ovlaštena Hrvatska Državna Tiskara.
Provedbenom naredbom od 27. ravnja 1941. Izlazio je povremeno bez određenog dana i s obujmom prema potrebi. Uređivanje lista vršilo se se u zakonodavnom povjereništvu, u kojem postoji uredništvo, koje obavlja sve poslove oko izdavanja zbornika. Uredništvo sastojalo se od dvaju urednika, koje imenuje predsjednik zakonodavnog povjereništva i koji im određuje nagradu. Oni su određivlai u koliko će se primjeraka tiskati zbornik. državni i samoupravni uredi dobivali su zbornik besplatno, dok su ostali subjekti plaćali.